# Salone di Marte (Versailles)

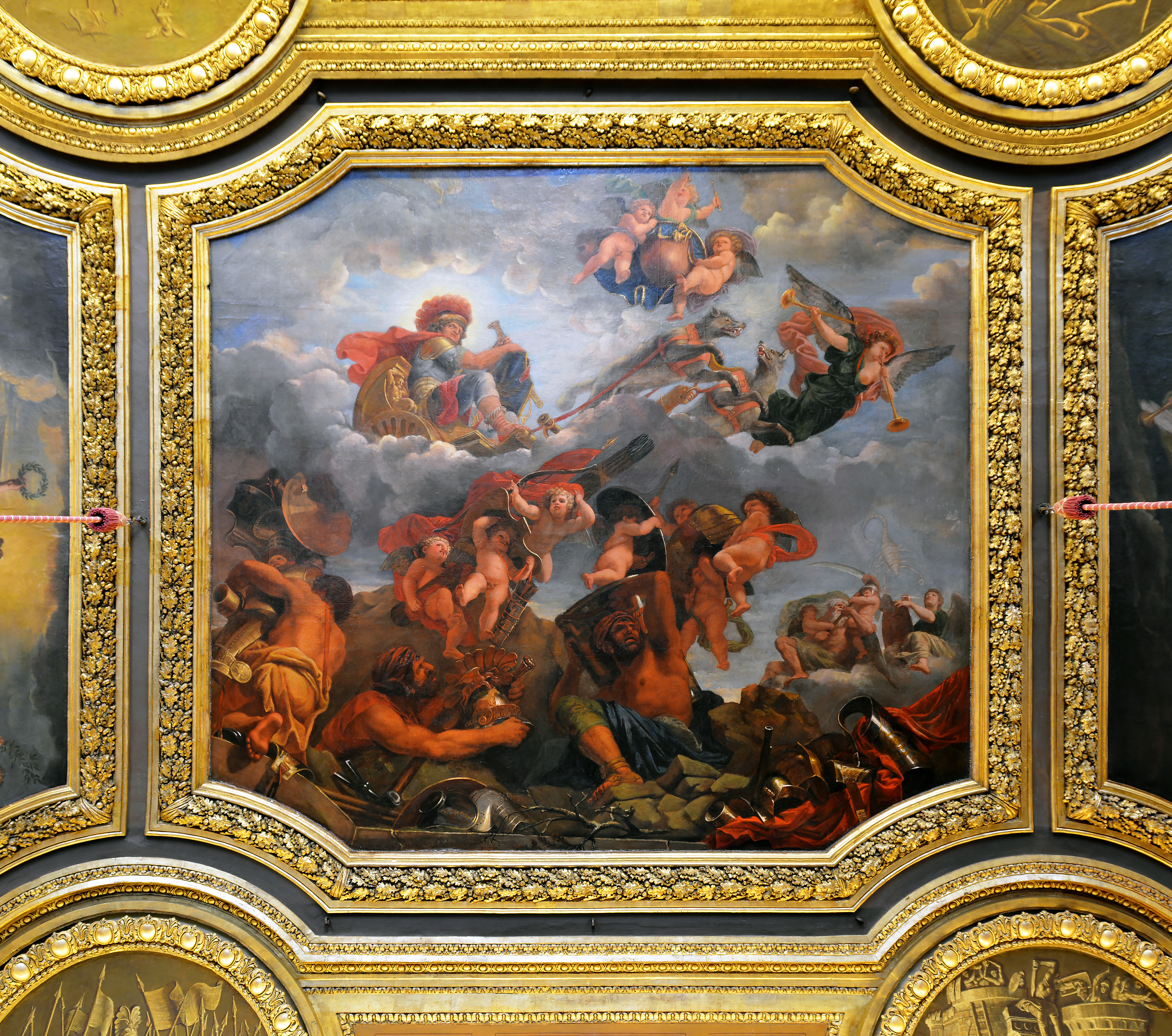
Particolare del soffitto centrale del salone: "Marte sul suo carro trainato da lupi".

Il Salone di Marte (in francese: Salon de Mars) è una stanza del Grand appartement du roi nella Reggia di Versailles.

## Storia
Il salone di Marte, che fungeva da collegamento tra il Salone di Venere e quello di Diana, era comunemente utilizzato come sala delle guardie. Esso era la vera e propria entrata agli appartamenti del re, portando l'accesso al Salone di Mercurio. Il salone di Marte all'epoca di Luigi XIV era stato votato al gioco ed era adorno quindi con diversi tavoli per il gioco delle carte ed altri per il gioco d'azzardo. Verso il 1685 il re fece realizzare in questa sala due vani destinati ad accogliere dei musici, tribune che poi vennero rimosse nel 1750 da Luigi XV.

## Decorazioni
Come imponeva la dedicazione della stanza, l'iconografia del soffitto della sala era consacrata al dio Marte e quindi alla guerra. Il dipinto centrale venne eseguito da Claude II Audran e rappresenta Marte su un carro tirato da lupi, il tutto sostenuto da una ricca cornice dorata con elmi di ogni tipo ed epoca (romani, turchi, ecc.). Alle pareti si trovano due dipinti, uno a est e l'altro a ovest:
- La Vittoria, il Valore, la Prudenza, la Liberalità e la Gloria di Jean Jouvenet.
- Il Terrore, la Furia e la Collera posano le lance a terra di René-Antoine Houasse.

Sulle porte alcuni dipinti illustrano le storie di guerrieri dell'antichità:
- Porta est : Giulio Cesare passa in rivista le sue legioni, di Claude Audran il Giovane.
- Porta sud : Ciro arringa i propri soldati, di Jean Jouvenet e Demetrio Poliorcete prende d'assalto un villaggio, di Claude II Audran.
- Porta ovest : Il trionfo di Costantino, di René-Antoine Houasse.
- Porta nord : Marcantonio ricompensa un ufficiale, di Jean Jouvenet e Alessandro Severo degrada un ufficiale, di René-Antoine Houasse.

Le lunette, realizzate a bassorilievo e in stucco dorato, vennero realizzate tutte dai fratelli Gaspard e Balthasar Marsy su disegni di Le Brun e illustrano la supremazia militare della Francia sulle altre potenze europee:
- Lunetta nord-est: Allegoria della vittoria delle truppe francesi sui Turchi nella battaglia di Saint-Gotthard.
- Lunetta sud-est: Allegoria della supremazia francese sul mare.
- Lunetta sud-ouest: Allegoria della supremazia della Francia sulla Spagna e sull'Olanda.
- Lunetta nord-ouest: Allegoria della supremazia della Francia sul Sacro Romano Impero[1].

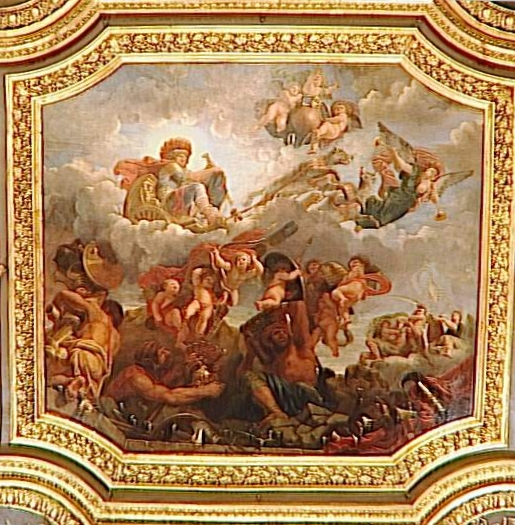
Soffitto centrale del salone di Marte, di Audran
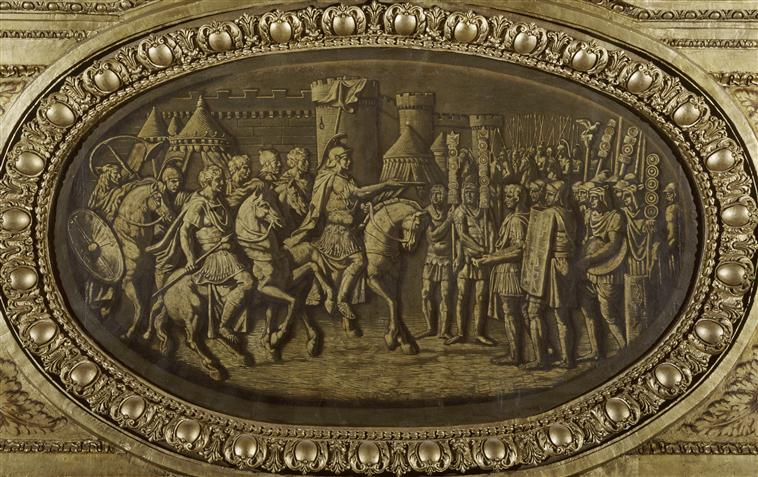
Porta est: Giulio Cesare passa in rassegna le proprie legioni, di Audran
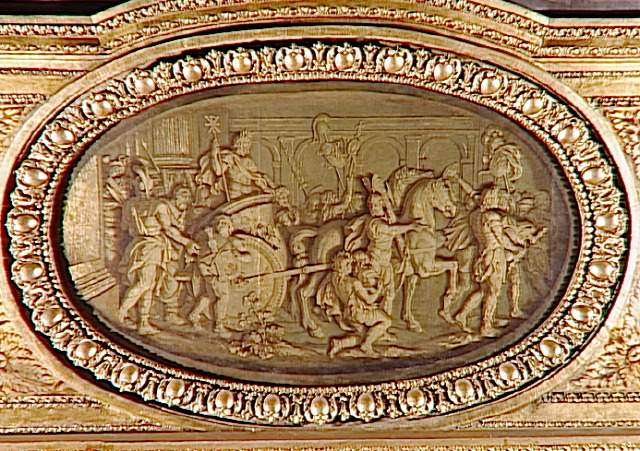
Porta ovest: Il trionfo di Costantino, di Houasse
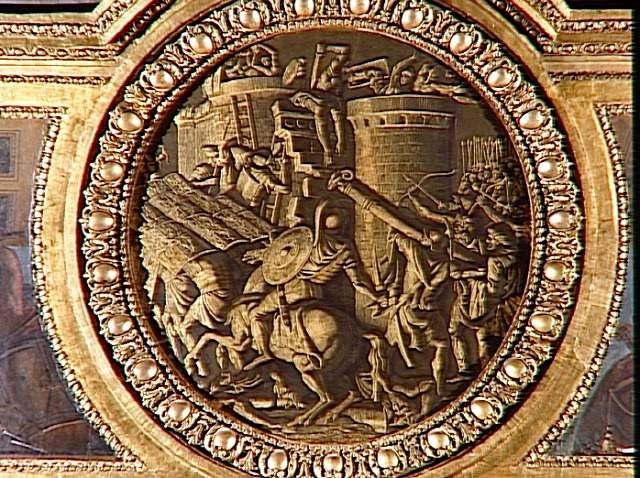
Porta sud: Demetrio Poliorcete prende d'assalto un villaggio, di Audran
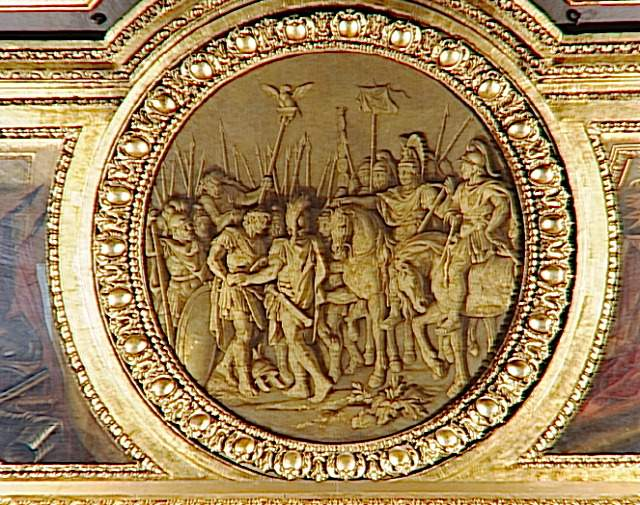
Porta nord: Alessandro Severo degrada un ufficiale, di Houasse